# 熊谷東松山道路

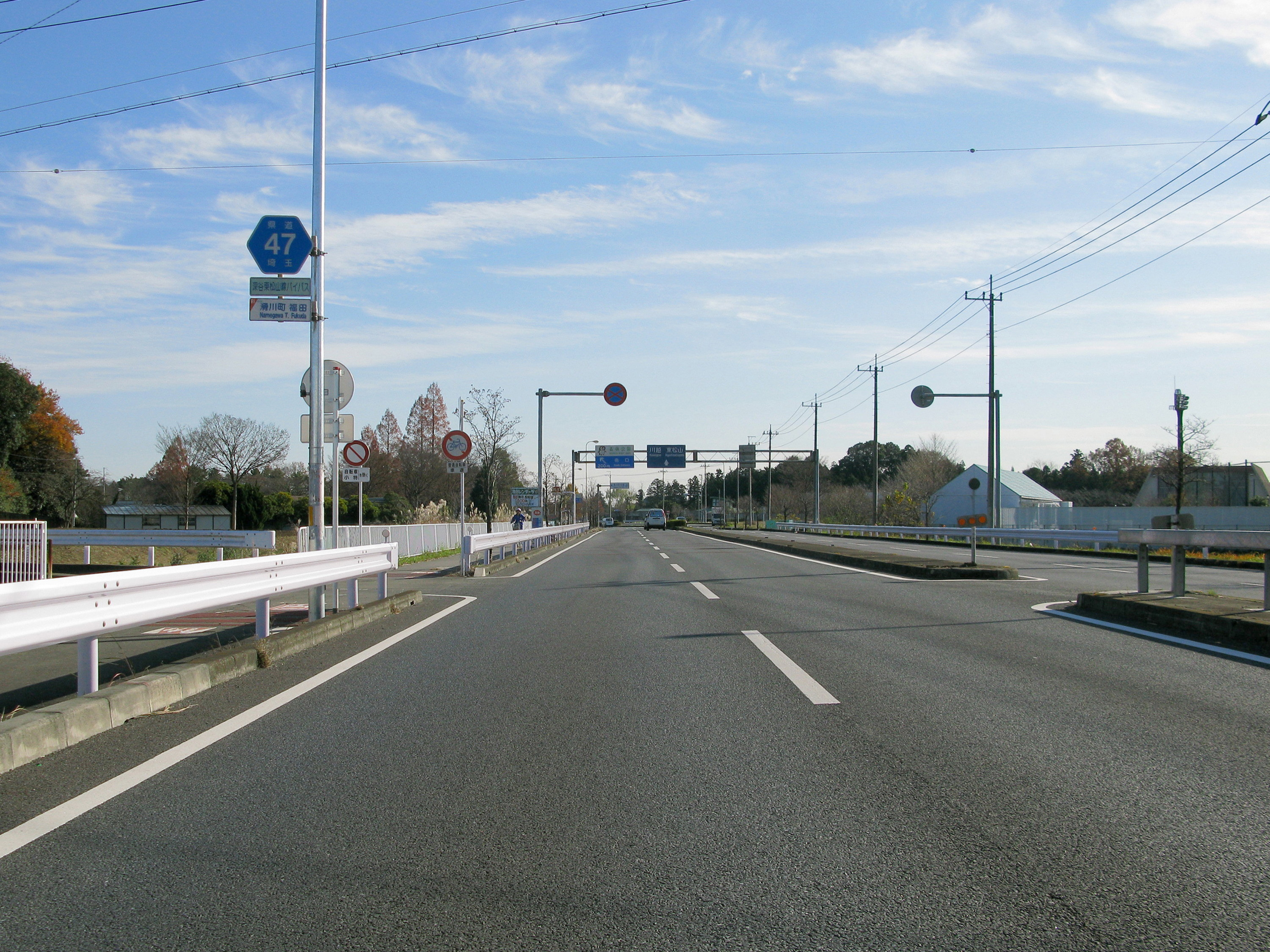
埼玉県道47号区間（2011年12月）

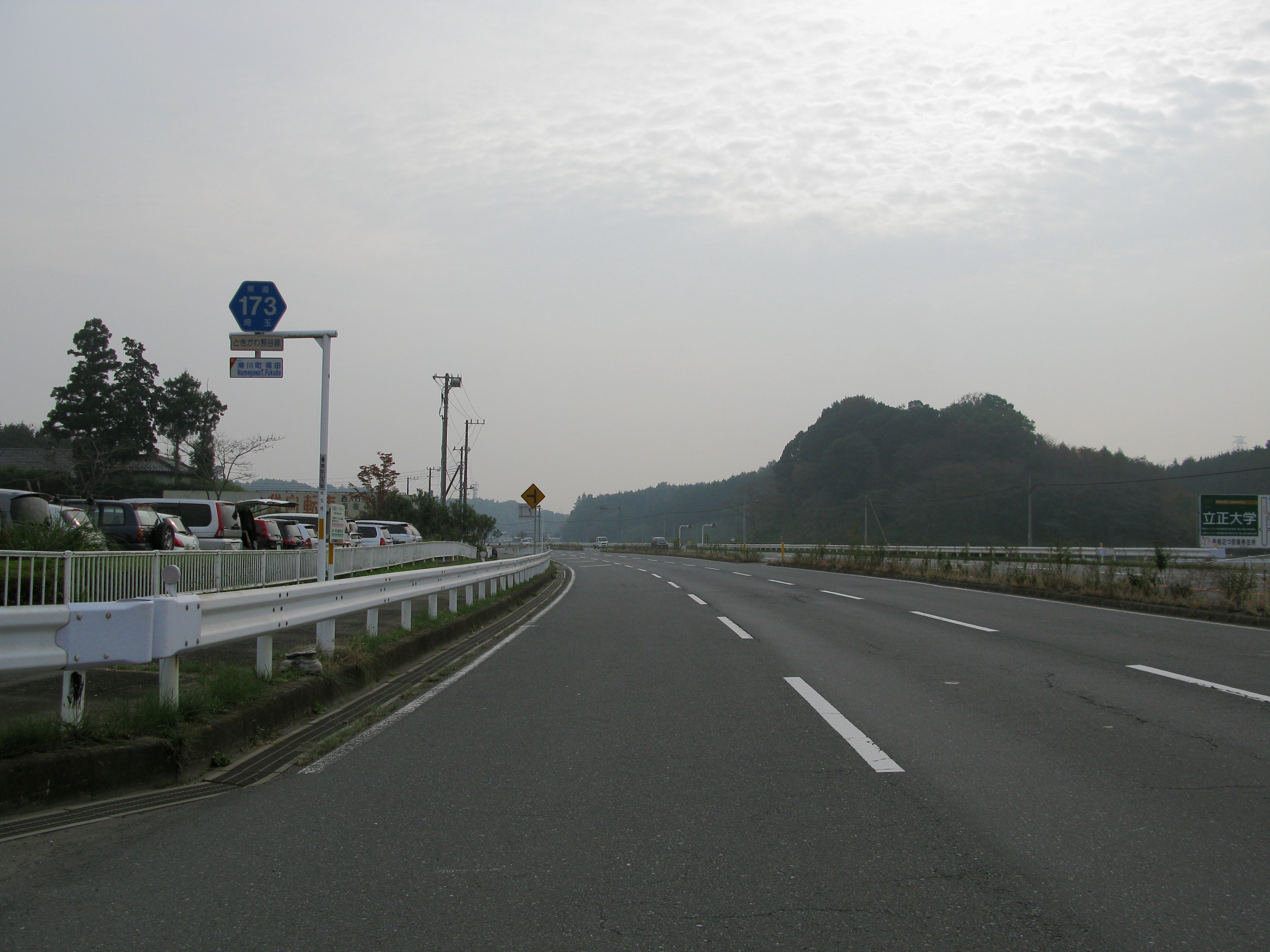
埼玉県道173号区間（2011年11月）

熊谷東松山道路（くまがやひがしまつやまどうろ）は、埼玉県熊谷市から東松山市の国道254号、関越自動車道東松山ICへ至る県道の通称である。東松山側では森林公園通りとも呼ばれる。
東松山インターチェンジから埼玉県北部、群馬県東部へのアクセス道路となっている。
この道路が建設された背景には、関越自動車道が開通すると熊谷市周辺などの県北部や群馬県東部から東京方面へ行く場合には、東松山インターチェンジへ流入することが予測されていたが、当時は東松山市と熊谷市をはじめとする県北部では生活圏の結びつきが少なかったことから流動が少なく、道路も1.5車線から2車線程度の県道のみ（併行する国道407号は当時、埼玉県道熊谷入間線）で道路整備が遅れていたため、通行量増加に耐えうる道路が至急に必要であったことから、有料道路方式によって整備された。
無料化された現在では、実質併行する国道407号のバイパス的な役割を持っている。

## 概要
滑川町福田 - 熊谷市村岡（6.9km）
- 路線名 埼玉県道173号ときがわ熊谷線
- 規格 第3種第2級
- 車線数 4車線
- 車線幅員 3.25m
- 設計速度 60km/h

熊谷市万吉 - 熊谷市広瀬（4.8km）
- 路線名 埼玉県道385号武蔵丘陵森林公園広瀬線
- 規格 第3種第2級
- 車線数 2車線
- 車線幅員 3.25m
- 設計速度 60km/h

東松山ICから武蔵丘陵森林公園を経て熊谷市街方面に抜ける路線（4車線）と、途中熊谷市万吉地内から分岐して国道140号に至る路線（2車線）からなる。
熊谷市街に至る路線は東松山ICから熊谷市を結ぶ路線として、また国道140号に至る路線は、東松山ICから国道407号の群馬県太田市方面や国道17号上武道路へのバイパスとなっている。

### 旧・熊谷東松山有料道路
比企郡滑川町森林公園南口から熊谷市万吉交差点までの区間は、かつて熊谷東松山有料道路であり、管理は埼玉県道路公社が行っていたが、2004年（平成16年）11月末に開通から30年の償還期限を迎え、無料開放された。現在は県道として、熊谷県土整備事務所（熊谷市内区間）および東松山県土整備事務所（比企郡滑川町内区間）が管理している。
なお、有料道路時代は迂回の仕方次第では料金所付近のみを避けて通れたため、あまり交通量が多くなかった。

## 正式名

### 東松山IC - 熊谷市街方面
- 埼玉県道47号深谷東松山線バイパス（東松山IC - 滑川町滑川中北交差点）
- 埼玉県道173号ときがわ熊谷線バイパス（滑川中北交差点 - 熊谷市万吉交差点）

### 万吉分岐点 - 国道140号方面
- 埼玉県道385号武蔵丘陵森林公園広瀬線

## 沿革
- 1974年11月30日 供用開始[1]。国道407号（当時、県道熊谷入間線）の荒川大橋から森林公園までの全長6.9キロメートルが開通[1]。
- 1976年3月1日 埼玉県道385号武蔵丘陵森林公園広瀬線開通。
- 2004年11月30日 料金徴収期間満了に伴い、無料開放。

## 交差する道路
- E17 関越自動車道（東松山インターチェンジ）
- 国道254号（東松山バイパス）（東松山市インター交差点）
- 埼玉県道47号深谷東松山線現道（滑川町羽尾南交差点）
- 埼玉県道47号深谷東松山線現道（滑川町滑川中北交差点）
- 埼玉県道307号福田鴻巣線（滑川町福田交差点）
- 埼玉県道173号ときがわ熊谷線現道（滑川町土塩交差点）
- 埼玉県道385号武蔵丘陵森林公園広瀬線（熊谷市万吉地内分岐）
- 国道407号（熊谷市村岡交差点）

### 武蔵丘陵森林公園広瀬線
- 埼玉県道173号ときがわ熊谷線バイパス（熊谷市万吉地内分岐）
- 埼玉県道11号熊谷小川秩父線（熊谷市御正新田地内）
- 埼玉県道81号熊谷寄居線（熊谷市御正新田交差点）
- 国道140号（熊谷市広瀬地内）

## 沿線の主要施設
- 関越自動車道東松山インターチェンジ
- 東松山市立青鳥小学校
- MEGAドン・キホーテ 東松山店
- 東武東上線森林公園駅
- なめがわ森林モール
- 滑川町役場
- 滑川町立滑川中学校
- 滑川町立福田小学校
- 国営武蔵丘陵森林公園（南口と西口が直結）
- 立正大学熊谷キャンパス
- 熊谷市立吉岡中学校
- 熊谷市立吉岡小学校
- 荒川大麻生公園 野鳥の森
- 秩父鉄道秩父本線ひろせ野鳥の森駅・広瀬川原車両基地
- 熊谷さくら運動公園